# A Day in Our Life
《a Day in Our Life》是嵐的第七枚單曲。於2002年2月6日發行。唱片公司為J Storm。

## 解說
- 2002年首張單曲。在本作之前的作品屬波麗佳音所有，之後的則屬事務所設立的J Storm。
- 與市面上一般的Maxi Single不同，此為重返1990年代便已消失匿跡的8cm CD出版的單曲。此外，歌詞卡折疊的用法則成為了特色。市面上的Maxi Single、專輯會採用把歌詞卡壓成線般尺寸的方式，本單曲卻採用將歌詞卡與CD一同放進樹脂袋中的方法。而此歌詞卡表面印刷了歌詞，背面則是成員的照片。
- 此單曲並不包含Original Karaoke和附錄曲，此500日圓發售的單曲被稱為「one coin single」（日本有500日圓的硬幣）。然而，若與消費稅一同計算的話實際上是525日圓，並不能真的以一個硬幣購入。
- 形式上只有A面與instrumental兩曲，亦有收錄成員的談話內容，因此實際上應為三曲。

## 收錄曲
1. a Day in Our Life
（作詞、作曲、編曲：SHUN、SHUYA）
東京廣播公司連續劇「木更津貓眼」主題曲（V6岡田准一主演，櫻井翔演出）
2. a Day in Our Life -instrumental-
3. talk
約3分鐘的成員夜談對話。內容是「2002年的目標」。